# Druga savezna liga Jugoslavije u nogometu 1950.
Druga savezna liga Jugoslavije u nogometu 1950. bilo je treće izdanje drugog ranga koje je nosilo naziv Druga savezna liga i igralo se jednokružno. Bilo je to četvrto izdanje druge lige u Jugoslaviji nakon Drugog svjetskog rata.
Nadalje, bilo je to prvo izdanje održano u kalendarskoj godini, a ne u formatu jesen – proljeće.

## Sustav natjecanja
Momčadi su međusobno igrale dvokružni ligaški sustav. Prvakom je postala momčad koja je sakupila najviše bodova (pobjeda = 2 boda, neodlučeni ishod = 1 bod, poraz = bez bodova).
Pravila koje su određivala poredak na ljestvici su bila: 1) broj osvojenih bodova 2) količnik postignutih i primljenih pogodaka.

## Formiranje lige
- Sloga Novi Sad – član Prve savezne lige
- Metalac Zagreb, Podrinje Šabac, Odred Ljubljana, Vardar Skoplje i Proleter Osijek – članovi Druge savezne lige
- Milicioner Zagreb, Napredak Kruševac, Željezničar Sarajevo i 11. oktomvri (nakon kvalifikacije) i Kvarner Rijeka (odlukom saveza)[1] – članovi Republičke lige

### Kvalifikacije za popunu lige
Najboljih 8 momčadi 6 republičkih liga natjecalo se za četiri mjesta u Drugoj saveznoj ligi.

#### Prva grupa
Prvu grupu čine prva dva kluba iz Srbije (Napredak Kruševac i Proleter Zrenjanin) i prva dva iz Hrvatske (Milicioner i Zagreb).
|                    | ut. | pob. | ner. | por. | gol+ | gol- | bod |
| ------------------ | --- | ---- | ---- | ---- | ---- | ---- | --- |
| Milicioner Zagreb  | 6   | 3    | 2    | 1    | 11   | 4    | 8   |
| Napredak Kruševac  | 6   | 4    | 0    | 2    | 9    | 10   | 8   |
| Proleter Zrenjanin | 6   | 2    | 3    | 1    | 9    | 5    | 7   |
| Zagreb             | 6   | 0    | 1    | 5    | 4    | 14   | 1   |

|            | Mil | Nap | Pro | Zag |
| ---------- | --- | --- | --- | --- |
| Milicioner |     | 5:0 | 1:1 | 2:1 |
| Napredak   | 2:0 |     | 3:2 | 1:0 |
| Proleter   | 0:0 | 1:0 |     | 4:0 |
| Zagreb     | 0:3 | 2:3 | 1:1 |     |

#### Druga grupa
Drugu grupu čine pobjednici iz republika Bosne i Hercegovine (Željezničar Sarajevo), Slovenije (Železničar Ljubljana), Makedonije (11. oktomvri Kumanovo) i Crne Gore (Sutjeska Nikšić)
|                       | ut. | pob. | ner. | por. | gol+ | gol- | bod |
| --------------------- | --- | ---- | ---- | ---- | ---- | ---- | --- |
| Željezničar Sarajevo  | 6   | 5    | 0    | 1    | 16   | 2    | 10  |
| 11. oktomvri Kumanovo | 6   | 3    | 1    | 2    | 9    | 13   | 7   |
| Železničar Ljubljana  | 6   | 1    | 2    | 3    | 8    | 9    | 4   |
| Sutjeska Nikšić       | 6   | 1    | 1    | 4    | 4    | 13   | 3   |

|           | Sar | Kum | Lju | Sut |
| --------- | --- | --- | --- | --- |
| Sarajevo  |     | 7:0 | 1:0 | 3:0 |
| Kumanovo  | 1:0 |     | 1:1 | 0:3 |
| Ljubljana | 1:2 | 2:4 |     | 3:0 |
| Sutjeska  | 0:3 | 0:3 | 1:1 |     |

## Sudionici
| Klub            | Grad      | Stadion                             | Sezona 1948./49. | Sezona 1948./49.   |
| Klub            | Grad      | Stadion                             | Poz.             | Rang               |
| --------------- | --------- | ----------------------------------- | ---------------- | ------------------ |
| SD Sloga        | Novi Sad  | Sloge                               | 9.               | Prva savezna liga  |
| SD Metalac      | Zagreb    | Dinama “Maksimir” Igralište Zagreba | 4.               | Druga savezna liga |
| FK Podrinje     | Šabac     | Podrinja                            | 5.               | Druga savezna liga |
| SD Odred        | Ljubljana | Odreda FZS ob Tyrševi cesti         | 6.               | Druga savezna liga |
| FK Vardar       | Skoplje   | Vardara                             | 7.               | Druga savezna liga |
| SD Proleter     | Osijek    | Igralište kraj Drave                | 8.               | Druga savezna liga |
| SD Milicioner   | Zagreb    | Dinama “Maksimir” Igralište Zagreba | 1.               | Hrvatska liga      |
| SD Kvarner      | Rijeka    | Omladinsko igralište Kantrida       | 6.               | Hrvatska liga      |
| RSD Željezničar | Sarajevo  | “6. April” “Koševo” “Skenderija”    | 1.               | Liga BiH           |
| FK Napredak     | Kruševac  | Napretka                            | 2.               | Srpska liga        |
| FK 11. oktomvri | Kumanovo  | Fiskulturni stadion                 | 1.               | Makedonska liga    |

## Ljestvica
| mj.     | klub                    | ut. | pob. | ner. | por. | gol+ | gol- | kvoc  | bod |
| ------- | ----------------------- | --- | ---- | ---- | ---- | ---- | ---- | ----- | --- |
| 1.      | Milicioner/Borac Zagreb | 20  | 10   | 5    | 5    | 46   | 19   | 2,421 | 25  |
| 2.      | Sloga Novi Sad          | 20  | 10   | 4    | 6    | 44   | 16   | 2,750 | 24  |
| 3.      | Napredak Kruševac       | 20  | 9    | 6    | 5    | 33   | 22   | 1,500 | 24  |
| 4.      | Podrinje/Mačva Šabac    | 20  | 8    | 7    | 5    | 30   | 22   | 1,364 | 23  |
| 5.      | Odred Ljubljana         | 20  | 8    | 6    | 6    | 26   | 16   | 1,625 | 22  |
| 6.      | Proleter Osijek         | 20  | 8    | 6    | 6    | 32   | 30   | 1,067 | 22  |
| 7.      | Kvarner Rijeka          | 20  | 8    | 5    | 7    | 39   | 31   | 1,258 | 21  |
| 8.      | Metalac Zagreb          | 20  | 8    | 5    | 7    | 27   | 22   | 1,227 | 21  |
| 9.      | Vardar Skoplje          | 20  | 8    | 4    | 8    | 28   | 22   | 1,273 | 20  |
| 10.     | Željezničar Sarajevo    | 20  | 6    | 5    | 9    | 21   | 40   | 0,525 | 17  |
| 11.     | 11. oktomvri Kumanovo   | 20  | 0    | 1    | 19   | 10   | 96   | 0,104 | 1   |
|         |                         |     |      |      |      |      |      |       |     |
| Izvori: |                         |     |      |      |      |      |      |       |     |

- Viši rang:
  - Borac (Zagreb), Sloga (Novi Sad), Napredak (Kruševac) i Podrinje (Šabac) plasirali su se u Prvu saveznu ligu

- Baraž za popunu Prve lige
  - Odred (Ljubljana) protiv devetoplasirane momčadi Prve savezne lige (Spartak Subotica)
- Baraž za opstanak
  - Željezničar (Sarajevo) i 11. oktomvri (Kumanovo) igraju kvalifikacije za Drugu saveznu ligu.
- Ispali:
  - 11. oktomvri (Kumanovo).
- Novi članovi:
  - Liga je povećana na 16 klubova – po jedan predstavnik svake republike
    - Budućnost (Titigrad) iz Prve savezne lige
    - Radnički (Beograd), Dinamo (Pančevo), Velež (Mostar) i Zagreb, četiri prvoplasirane ekipe iz Treće lige – direktno
    - Rabotnički (Skoplje), Proleter (Zrenjanin), Rudar (Trbovlje), Tekstilac (Varaždin) i Bokelj (Kotor) – nakon kvalifikacija
- Napomene:
  - Nedostajao je 12. član jer se Ponziana iz Trsta, poslije tri sezone, povukla iz jugoslavenskih nogometnih natjecanja
  - Milicioner je tijekom sezone promijenio ime u Borac (Zagreb)
  - Po završetku prvenstva Sloga (Novi Sad) je promijenila ime u Vojvodina, a Podrinje (Šabac) u Mačva.

## Rezultati

### Semafor
| 1950. | 1950.            | MI/B | SLO | NAP | POD | ODR | PRO | KVA | MET | VAR | ŽELJ | OKT  |
| 1.    | Milicioner/Borac |      | 1:1 | 2:1 | 3:1 | 1:0 | 4:4 | 3:1 | 2:0 | 1:2 | 1:2  | 13:0 |
| 2.    | Sloga            | 0:0  |     | 0:0 | 4:0 | 5:0 | 3:0 | 3:0 | 1:3 | 4:0 | 4:0  | 5:1  |
| 3.    | Napredak         | 1:0  | 2:0 |     | 0:0 | 2:0 | 1:1 | 1:0 | 3:0 | 2:2 | 2:0  | 5:0  |
| 4.    | Podrinje         | 0:0  | 1:0 | 2:2 |     | 0:1 | 2:1 | 0:0 | 1:0 | 2:2 | 4:1  | 6:2  |
| 5.    | Odred            | 0:0  | 2:0 | 7:0 | 2:0 |     | 1:0 | 0:0 | 1:1 | 1:0 | 1:2  | 4:0  |
| 6.    | Proleter         | 1:0  | 2:1 | 3:1 | 1:2 | 0:0 |     | 3:2 | 2:1 | 1:0 | 4:1  | 3:0  |
| 7.    | Kvarner          | 2:1  | 1:4 | 2:1 | 2:1 | 2:2 | 5:1 |     | 0:0 | 1:0 | 4:3  | 10:0 |
| 8.    | Metalac          | 1:2  | 2:1 | 1:1 | 0:1 | 1:1 | 2:1 | 4:0 |     | 1:0 | 5:1  | 1:0  |
| 9.    | Vardar           | 2:4  | 0:1 | 2:0 | 0:0 | 1:0 | 1:1 | 2:0 | 2:0 |     | 0:1  | 8:1  |
| 10.   | Željezničar      | 0:4  | 0:0 | 0:4 | 0:0 | 1:0 | 2:2 | 1:1 | 1:1 | 1:2 |      | 3:1  |
| 11.   | 11. oktomvri     | 0:4  | 1:7 | 0:4 | 1:7 | 0:3 | 1:1 | 1:6 | 1:3 | 0:2 | 0:1  |      |

### Kalendar
| 1. kolo 5. 3. 1950. Željezničar – Sloga 0:0 Kvarner – Milicioner 2:1 Odred – Podrinje 2:0 Napredak – Vardar 2:2 Metalac – 11. oktomvri 1:0 Proleter slobodno | 2. kolo 11. 3. 1950. Metalac – Vardar 1:0 (promjena redoslijeda domaćina) 12. 3. 1950. Podrinje – Napredak 2:2 Milicioner – Odred 1:0 Sloga – Kvarner 3:0 Proleter – Željezničar 4:1 11. oktomvri slobodno |

| 3. kolo 19. 3. 1950. Kvarner – Proleter 5:1 Odred – Sloga 2:0 Napredak – Milicioner 1:0 Metalac – Podrinje 0:1 11. oktomvri – Vardar 0:2 Željezničar slobodno | 4. kolo 29. 3. 1950. Podrinje – 11. oktomvri 6:2 Milicioner – Metalac 2:0 Sloga – Napredak 0:0 Proleter – Odred 0:0 30. 3. 1950. Željezničar – Kvarner 1:1 Vardar slobodno |

| 5. kolo 2. 4. 1950. Odred – Željezničar 1:2 Napredak – Proleter 1:1 Metalac – Sloga 2:1 11. oktomvri – Milicioner 0:4 Vardar – Podrinje 0:0 Kvarner slobodno | 6. kolo 9. 4. 1950. Milicioner – Vardar 1:2 Sloga – 11. oktomvri 5:1 Proleter – Metalac 2:1 Željezničar – Napredak 0:4 Kvarner – Odred 2:2 Podrinje slobodno |

| 7. kolo 16. 4. 1950. Napredak – Kvarner 1:0 Metalac – Željezničar 5:1 11. oktomvri – Proleter 1:1 Vardar – Sloga 0:1 Podrinje – Milicioner 0:0 Odred slobodan | 8. kolo 22. 4. 1950. Proleter – Vardar 1:0 23. 4. 1950. Sloga – Podrinje 4:0 Željezničar – 11. oktomvri 3:1 Kvarner – Metalac 0:0 Odred – Napredak 7:0 Milicioner slobodno |

| 9. kolo 30. 4. 1950. Metalac – Odred 1:1 11. oktomvri – Kvarner 1:6 Vardar – Željezničar 0:1 Podrinje – Proleter 2:1 Milicioner – Sloga 1:1 Napredak slobodno | 10. kolo 7. 5. 1950. Proleter – Milicioner 1:0 Željezničar – Podrinje 0:0 Kvarner – Vardar 1:0 Odred – 11. oktomvri 4:0 Napredak – Metalac 3:0 par forfe: stvarni rezultat 1:3. Napredak se žalio na igru Drage Hmeline (igrao je kao maloljetnik protivno pravilima), a Izvršni odbor FSJ poništio je rezultat i registrirao rezultat 3:0 za Napredak. Sloga slobodno |

| 11. kolo 14. 5. 1950. 11. oktomvri – Napredak 0:4 Vardar – Odred 1:0 Podrinje – Kvarner 0:0 Milicioner – Željezničar 1:2 Sloga – Proleter 3:0 Metalac slobodno | 12. kolo 20. 8. 1950. Sloga – Željezničar 4:0 Milicioner – Kvarner 3:1 Podrinje – Odred 0:1 Vardar – Napredak 2:0 11. oktomvri – Metalac 1:3 Proleter slobodno |

| 13. kolo 27. 8. 1950. Vardar – Metalac 2:0 Napredak – Podrinje 0:0 Odred – Milicioner 0:0 Kvarner – Sloga 1:4 eljezničar – Proleter 2:2 11. oktomvri slobodno | 14. kolo 3. 9. 1950. Proleter – Kvarner 3:2 Sloga – Odred 5:0 Milicioner – Napredak 2:1 Podrinje – Metalac 1:0 Vardar – 11. oktomvri 8:1 Željezničar slobodno Milicioner mijenja ime u Borac 4. rujna 1950. |

| 15. kolo 10. 9. 1950. 11. oktomvri – Podrinje 1:7 Metalac – Borac 1:2 Napredak – Sloga 2:0 Odred – Proleter 1:0 Kvarner – Željezničar 4:3 Vardar slobodno | 16. kolo 16. 9. 1950. Borac – 11. oktomvri 13:0 17. 9. 1950. Željezničar – Odred 1:0 Proleter – Napredak 3:1 Sloga – Metalac 1:3 Podrinje – Vardar 2:2 Kvarner slobodno |

| 17. kolo 24. 9. 1950. Vardar – Borac 2:4 11. oktomvri – Sloga 1:7 Metalac – Proleter 2:1 Napredak – Željezničar 2:0 Odred – Kvarner 0:0 Podrinje slobodno | 18. kolo 30. 9. 1950. Željezničar – Metalac 1:1 Borac – Podrinje 3:1 1. 10. 1950. Kvarner – Napredak 2:1 Proleter – 11. oktomvri 3:0 Sloga – Vardar 4:0 Odred slobodan |

| 19. kolo 15. 10. 1950. Podrinje – Sloga 1:0 Vardar – Proleter 1:1 11. oktomvri – Željezničar 0:1 Metalac – Kvarner 4:0 Napredak – Odred 2:0 Borac slobodno | 20. kolo 22. 10. 1950. Odred – Metalac 1:1 Kvarner – 11. oktomvri 10:0 Željezničar – Vardar 1:2 Proleter – Podrinje 1:2 Sloga – Borac 0:0 Napredak slobodno |

| 21. kolo 29. 10. 1950. Borac – Proleter 4:4 Podrinje – Željezničar 4:1 Vardar – Kvarner 2:0 11. oktomvri – Odred 0:3 Metalac – Napredak 1:1 Sloga slobodno | 22. kolo 22. 11. 1950. Napredak – 11. oktomvri 5:0 Odred – Vardar 1:0 Kvarner – Podrinje 2:1 Željezničar – Borac 0:4 Proleter – Sloga 2:1 Metalac slobodno |

## Baraž

### Za popunu Prve lige
| Prva momčad      | Ukupno | Druga momčad    | 1. utakmica | 2. utakmica | 3. utakmica |
| ---------------- | ------ | --------------- | ----------- | ----------- | ----------- |
| Spartak Subotica | 5:5    | Odred Ljubljana | 3:3         | 0:0         | 2:2         |

Spartak je igrao kvalifikacije za opstanak u ligi s petoplasiranom momčadi Druge lige – Odredom. Prva utakmica u Subotici završena je neriješeno 3:3. Kako je i druga utakmica u Ljubljani završena bez odluke – 0:0, igrana je i treća u Zagrebu, ponovo neriješeno 2:2. Ždrijebom je odlučeno da Spartak bude dvanaesti član Prve lige.

### Za opstanak
Posljednje dvije momčadi (Željezničar i 11. oktomvri) igrale su doigravanje protiv ekipa 3. ranga i pobjednika republičkih liga. Željezničar je uspio, 11. okotomvri nije i ispao je.

## Statistika

### Ljestvica strijelaca
| Pl.     | Ime                 | Klub         | Pogodaka |
| ------- | ------------------- | ------------ | -------- |
| 1.      | Stevan Osojnak      | Kvarner (R)  | 21       |
| 2.      | Momčilo Pažin       | Metalac (Z)  | 19       |
| 3.      | Stevan Karanfilović | Sloga (NS)   | 18       |
| 4.      | Aleksandar Jagodić  | Napredak (K) | 15       |
| 5.      | Franjo Hirman       | Sloga (NS)   | 14       |
| 6.      | Vilim Medved        | Borac (Z)    | 11       |
| 6.      | Branko Zebec        | Borac (Z)    | 11       |
| 6.      | Sava Stefanović     | Podrinje (Š) | 11       |
| 9.      | Jože Kumar          | Odred (Lj)   | 10       |
| 9.      | Georgi Cincievski   | Vardar (S)   | 10       |
|         |                     |              |          |
| Izvori: |                     |              |          |

## Poveznice
- Prva savezna liga 1950.
- Treća savezna liga 1950.
- 4. rang prvenstva Jugoslavije 1950.
- Kup maršala Tita 1950.
- Kvalifikacije za Drugu saveznu ligu 1951.

## Vanjske poveznice
- YUGOSLAVIA-SECOND-LEAGUE-1950
- HRnogomet
- Ligaški vremeplov
- SISTEM TAKMIČENJA U JUGOSLAVIJI 1945.-1955.
- exYUfudbal